# Sometime Never: A Fable for Supermen
Sometime Never: A Fable for Supermen és un llibre publicat el 1948 per Roald Dahl i va ser la seva primera novel·la per a adults. Dahl va començar a escriure'l després que l'editor Maxwell Perkins expressés el seu interès per publicar una llarga novel·la si Dahl la redactava. En termes generals, el llibre va tenir poca rebuda i es considera que és un fracàs, tot i que és històricament és considerada primera novel·la publicada als EUA en mencionar la guerra nuclear després dels bombardejos atòmics d'Hiroshima i Nagasaki.

## Argument
El 1943 el pilot de la RAF Peternip descobreix un gremlin o miniatura perforant l'ala del seu avió i marxa amb la seva esquadra per descobrir la història darrere seu. Fa molts anys, els gremlins eren els governants del món, però es van veure obligats a submergir-se sota terra per la propagació de la humanitat i des de llavors han estat planejant la seva venjança. Apareixement breument durant la batalla d'Anglaterra, però l'experiència els fa decidir que els humans es destruirien a si mateixos sense requerir la seva intervenció. Els gremlins esperen que, després que la tercera i quarta guerres mundials es carreguin la terra, puguin emergir i prendre el món. La història acaba amb el fet que els gremlins, incapaços d'existir en un món sense humans, també desapareixen. Finalment, només hi quedava el cuc.

## Rebuda
Sometime Never va rebre crítiques majoritàriament negatives, però va rebre alguns elogis del Glasgow Herald i del Saturday Review.

## Edicions
L'obra va ser publicat per primera vegada per Scribner als Estats Units el 1948 sota el títol Some Time Never: A Fable for Supermen. L'edició del Regne Unit, titulat simplement Sometime Never, va ser publicat per Collins el 1949. Es va revisar lleugerament el capítol final de la versió britànica amb més detalls sobre la desaparició definitiva dels gremlins. Des de 2015 l'obra no s'ha tornat a imprimir en anglès, tot i que s'han fet diverses edicions de la traducció neerlandesa, Ooit en te nimmer.